# Oros Varasova
Oros Varasova este o arie protejată (arie specială de conservare — SAC, sit de importanță comunitară — SCI) din Grecia întinsă pe o suprafață de 1.475,01 ha, integral pe uscat.

## Localizare
Centrul sitului Oros Varasova este situat la coordonatele 38°21′50″N 21°35′44″E / 38.363761°N 21.595685°E.

## Înființare
Situl Oros Varasova a fost declarat sit de importanță comunitară în aprilie 1997 pentru a proteja 1 specie de plante și 2 specii de animale. Situl a fost protejat și ca arie specială de conservare în martie 2011.

## Biodiversitate
Situată în ecoregiunea mediteraneană, aria protejată conține 5 habitate naturale: Pășuni mediteraneene udate de apa mării (Juncetalia maritimi), Sarcopoterium spinosum phryganas, Pante stâncoase calcaroase cu vegetație casmofită, Păduri panonice-balcanice de stejar turcesc - stejar sesil, Păduri de Quercus ilex și Quercus rotundifolia.
La baza desemnării sitului se află mai multe specii protejate:
- plante (1): Centaurea heldreichii
- reptile (2): țestoasă bănățeană (Testudo hermanni), Testudo marginata

Pe lângă speciile protejate, pe teritoriul sitului au mai fost identificate 4 specii de plante, 2 specii de amfibieni, 6 specii de reptile.